# Orientale lumen
Mit dem Apostolischen Schreiben Orientale lumen (Abkürzung: OL) (lat.: Das Licht aus dem Osten) griff Papst Johannes Paul II. am 2. Mai 1995 die Beziehungen zu den Ostkirchen auf. Dieses Dokument basiert auf dem  Apostolischen Schreiben Orientalium dignitas (1894) von Papst Leo XIII. und würdigt den 100. Jahrestag dieses päpstlichen Schreibens.

## Absicht
Johannes Paul II. wollte mit diesem Schreiben aufzeigen, wie wichtig es ihm sei, die Bemühungen um die Einheit fortzusetzen. Deshalb müsse man dafür Sorgen tragen, sich gegenseitig besser kennenzulernen (OL 6 und 24), um somit festzustellen, wie viel Gemeinsames es in beiden Kirchen gibt. Insbesondere möchte er die Aufmerksamkeit auf das Kennenlernen der Liturgie der Ostkirchen und der geistigen Tradition der Väter und Lehrer des christlichen Ostens lenken.
Er schreibt: 

„Da die altehrwürdige Überlieferung der Orientalischen Kirchen einen wesentlichen Bestandteil des Erbgutes der Kirche Christi darstellt, müssen die Katholiken vor allem diese Überlieferung kennenlernen, um sich mit ihr vertraut machen und, soweit es dem einzelnen möglich ist, den Prozess der Einheit fördern zu können.“

  Ausdrücklich hebt er die Rolle der orthodoxen Kirche hervor und betont, dass die orientalischen katholischen Brüder, zusammen mit den orthodoxen Brüdern, die lebendigen Träger dieser Überlieferung sind (OL 1).

### Inhaltsübersicht
- Kapitel I. Kennenlernen des christlichen Ostens: Eine Glaubenserfahrung

Evangelium – Kirchen und Kulturen – Zwischen Erinnerung und Erwartung – Das Mönchtum als Vorbildlichkeit für das getaufte Leben – Zwischen Wort und Eucharistie – Eine Liturgie für den ganzen Menschen und für den ganzen Kosmos –  Ein klarer Blick auf die Selbstfindung  – Ein Vater im Geist – Gemeinschaft und Dienst  – Ein Mensch in Beziehung zu Gott  – Anbetendes Schweigen
- Kapitel II: Vom Kennenlernen zur Begegnung

Erfahrungen der Einheit  – Gemeinsam dem "Orientale Lumen" entgegengehen

## Zum östlichen Mönchtum
Johannes Paul II. nennt das Mönchtum eine besondere Warte, die uns viele Wesenszüge des orientalischen Christentums erkennen lässt. Und er fügt hinzu: 

„Das Mönchtum im Orient wurde nicht nur als eine Art Ausnahmesituation angesehen, die nur eine Kategorie von Christen betrifft, sondern eigentlich als Bezugspunkt für alle Getauften im Rahmen der jedem einzelnen vom Herrn zugeteilten Gaben, so dass es als eine sinnbildliche Synthese des Christentums erscheint (OL 9).“

## Über das Gebet
Der Papst erinnert an die „Haltung des Gebets“ die der Osten bevorzugt und weiterhin allen, die an Christus glauben, anbietet.  

„Gott schauen heißt, mit so strahlendem Gesicht vom Berg hinabzusteigen, dass man es mit einem Schleier verhüllen muss, und damit unsere Versammlungen unter Vermeidung von Selbstverherrlichung der Gegenwart Gottes Raum zu geben wissen (OL 16).“

 Johannes Paul II. bietet damit eine Grundlage für die Vermittlung zwischen Ost und West an. Einerseits gesteht der Westen dem Osten seine Domäne zu, andererseits zeigt er von sich aus die Bereitschaft und die Fähigkeit, auf der Ebene der Spiritualität mit dem Osten in einen geistlichen Austausch zu treten. In dieses Licht stellt der Papst den Rosenkranz: „Durch das betrachtende Gebet öffnet sich der Mensch für die Liebe Gottes, die sein ganzes Leben real und wahrnehmbar verwandelt“.

## „Geheimnis des Lichts“
Dem Papst geht es nicht darum, die Beter des Rosenkranzes zu ekstatischen Erfahrungen führen zu wollen. Er ist fern der modernen Tendenz, sinnlich wahrnehmbare Gotteserfahrungen zu suchen und sie an die Stelle des reinen Glaubensakts zu setzen. Dazu lesen wir im Dokument:  

„Auf dem Höhepunkt der Erkenntnis und der Erfahrung Gottes steht seine absolute Transzendenz. Zu ihr gelangt man nicht in erster Linie durch systematische Meditation, sondern vielmehr durch die Aufnahme der Schrift und der Liturgie im Gebet (Nr. 16).“

 Das Hauptanliegen des Papstes wird deutlich, wenn man noch einmal den Blick auf den Beginn dieses Dokuments richten. Dort spricht er von den Wesenszügen der spirituellen und theologischen Überlieferung, die den verschiedenen Kirchen des Orients gemeinsam sind, und fährt fort: 

„In diesen Wesenszügen zeichnet sich die orientalische Auffassung vom Christsein ab, dessen Ziel die Teilnahme an der göttlichen Natur durch die Gemeinschaft mit dem Geheimnis der allerheiligsten Dreifaltigkeit ist...Dabei schreibe die orientalische Theologie dem Heiligen Geist eine ganz besondere Rolle zu: durch die Macht des im Menschen wohnenden Geistes beginnt die Vergöttlichung bereits auf Erden, das Geschöpf wird verklärt und das Reich Gottes bricht an. (OL 6)“